# Алустон (фортеця)
Алустон — середньовічна візантійська фортеця на південному узбережжі Криму. Назва фортеці передалася у зміненій формі сучасному місту Алушта.

## Історія

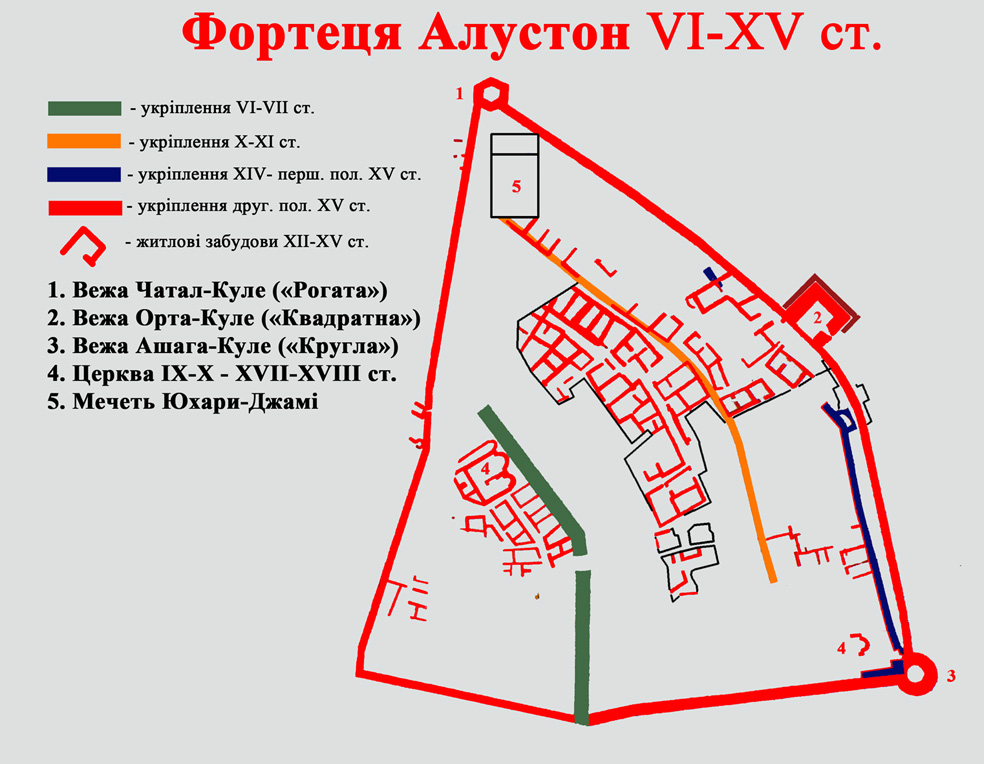
План фортеці

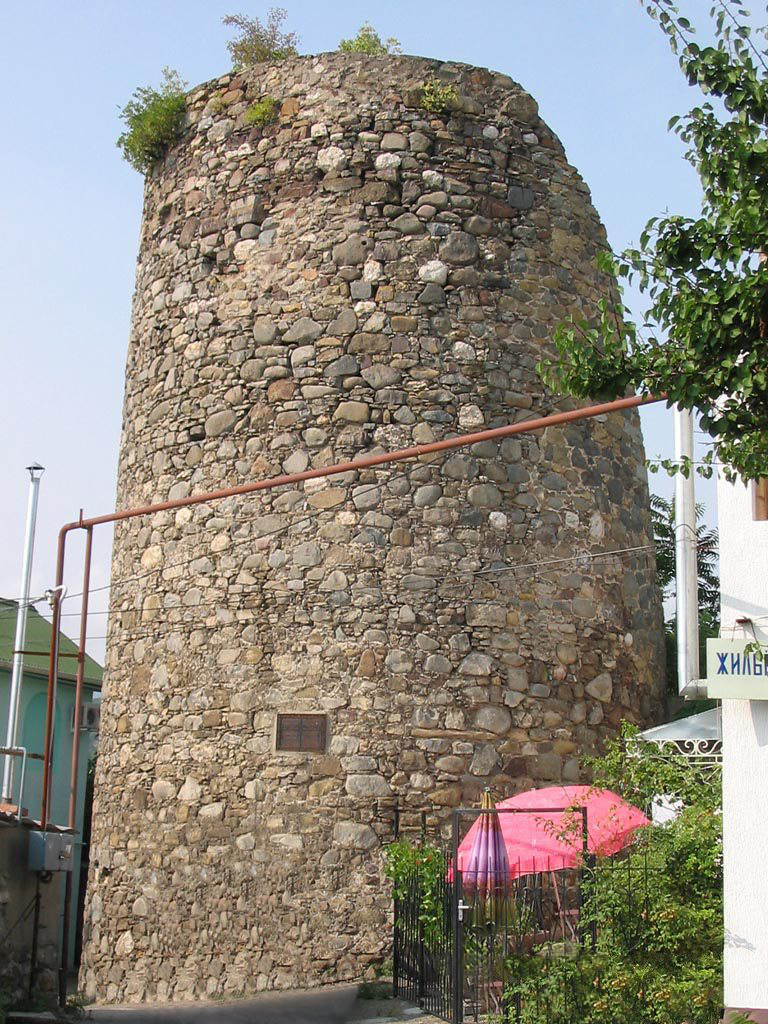
Залишки фортеці

Вперше про фортецю Алустон згадує візантійський історик Прокопій Кесарійський (VI ст.) у своєму трактаті «Про споруди». За його свідченням, гарнізон фортеці складався з остготів, які служили а правах федератів. У той час, в правління імператора Юстиніана I (527–565), Крим знаходився у сфері зовнішньополітичних інтересів Візантії. Цим, зокрема, була обумовлена поява на Південнобережжі двох зміцнень — «Алустон» і «Горзувіти». Хоча Прокопій Кесарійський охарактеризував фортецю, як таку, що витримає будь-який штурм, наприкінці VII сторіччя Візантія полишила Крим, кинувши Алустон на поталу долі. Хазарський каганат приєднав цю територію.
У X—XI ст. укріплення Алустон перетворюється на місто, населене ремісниками, рибалками і торговцями, а поряд з ним розташовуються відкриті поселення, жителі яких забезпечували містян продуктами сільського господарства.
У XI—XII ст. Алустон, ймовірно, як і інші укріплення гірського Криму, платить данину половцям, а з другої половини XIII ст. — татарам. У 80-х рр. XIV ст. фортеця була передана за договором 1380 р. разом з 17 селищами Судацької округи Генуї. Будівництво фортеці в Алушті Генуя почала, скоріше, після 1380 р. У 1422 р. фортеця вже існувала, тому що влада Кафи, в очікуванні початку війни з князем Феодоро, виділили значну суму для ремонту оборонних споруд Алушти.
Первісна фортеця, що високо оцінювалася Прокопієм Кесарійським, являла собою невеликий, але добре спроектований сторожовий форт — фруріон. Стіни мали висоту 7-8 метрів, а товщиною були понад два метри, їх збудували з діоритових валунів, використовуючи вапняковий розчин. Про наявність башт історичних свідчень немає, але залишки візантійської кладки виявилися найміцнішими за всю тисячолітню історію перебудов і реконструкцій. Генуезці, перебудовуючи фортецю, використовували розчин на основі глини, тому фортеця не витримала землетрусу 1423 року, а у 1475-му не витримала турецького штурму й була зруйнована.
Розкопки вивили залишки православного храму, збудованого ще за візантійського періоду і відновленого, судячи з напису, що зберігся, у 1404 році.
Відомо, що в XV ст. (1474 р.) власник «Лусти» (італійська назва фортеці) був васалом мангупських князів і шукав у них підтримку в боротьбі з генуезькими феодалами братами Гуаско. Алушта зберігала своє значення як порт до пізнього середньовіччя. Про це свідчить той факт, що вона відмічена на багатьох картах XV—XVI ст.
У 1475 р. фортеця була зруйнована турками, до руїн стін і башт ліпилися жалюгідні хатини глухого маленького села. Такою вона залишалася до початку XIX ст.
За часів Генуї фортеця займала вершину горба, віддаленого на 200 м від моря і була чотирикутником неправильної форми. Оборонна стіна складалася з двох ліній — цитаделі і зовнішньої стіни, укріпленої трьома баштами — Чатал-куле (Рогата), Орта-Куле (Середня) і Ашага-куле (Нижня). Стіни розташовувалися по всьому периметру. З півночі лінію оборонної стіни замикала башта Чатал-куле шестигранної форми. Її розміри визначаються приблизно по підставі південної стіни башти, виступаючій частково на поверхню. У центрі північно-східної лінії оборони поміщалася прямокутна башта розміром 12х12,5  м (виступає за лінію стіни на 12 м). Збереглася на висоту до 8  м. Товщина стін башти становить 2,75 — 2,85 м. Південно-східний фланг оборони замикає кругла башта. Стіни і башти складені з буту на пісочно-вапняному розчині. Їх товщина різна — від 2 до 2,45 м. Протяжність західної лінії оборони 135 м, південної 125  м, північно-східної — 150 м. Відстань між баштами — 75 — 77 м. Розміри всієї фортеці 135х125 м.

## Башта Ашага-Куле
Назва перекладається як «нижня башта». Це циліндрична башта діаметром 10 метрів і 16-метрової висоти. За генуезьких часів була ще на три метри вище й мала зубчасту верхівку. Кругла форма башти невластива ані візантійським, ані генуезьким традиціям фортифікації. Бійниць у стінах башти немає, оборона велася з верхнього майданчика. Всередину кладки при побудові башти було вмуровано дерев'яний каркас, що стримував деформації під час засихання вапнякового розчину, й певною мірою вберігав будівлю від сейсмічних навантажень під час землетрусу.

## Башта Орта-Куле
Назва означає «середня башта». Квадратна в плані башта являла собою споруду 20 метрів у висоту з периметром 12 на 12 метрів, і могла служити позицією для двадцяти п'яти стрільців. На зовнішній стіні башта мала талус — кам'яний відкіс, що часто використовувався у європейський фортифікаційній архітектурі пізнього середньовіччя. З другого поверху тиловий бік башти був відкритий, як і в багатьох кримських фортецях XIV—XV ст., як генуезьких, так і феодорійських.

## Башта Чатал-Куле
Називалася «рогата башта», очевидно, через зубці верхівки, де був бойовий майданчик. Башта не зберіглася, з історичних джерел відомо, що вона мала в розрізі форму шестикутника і саме поруч з цією баштою мала розташовуватися фортечна брама.

## Сучасний стан
Нинішній стан пам'ятки давніх часів залишає бажати кращого. Бурхливе минуле зрівняло із землею стіни фортеці та одну з башт, двом іншим «зрізало голови». У XIX сторіччі меценатським коштом була спроба відновити стародавній об'єкт, і це все, що ми маємо на сьогодні. Під час окупації Криму об'єкт включили у перелік «об'єктів культурної спадщини федерального значення». Організували музей винаходів XV сторіччя, і спробували передати «атмосферу середньовіччя» через побудову дерев'яних настилів, що, зрозуміло, вже є порушенням норм збереження архітектурних пам'яток. На щастя, окупанти нічого не зруйнували. Візантійські будівлі стоять вже тисячу чи півтори тисячі років і стоятимуть ще довго.